# 圣胡安 (特立尼达和多巴哥)

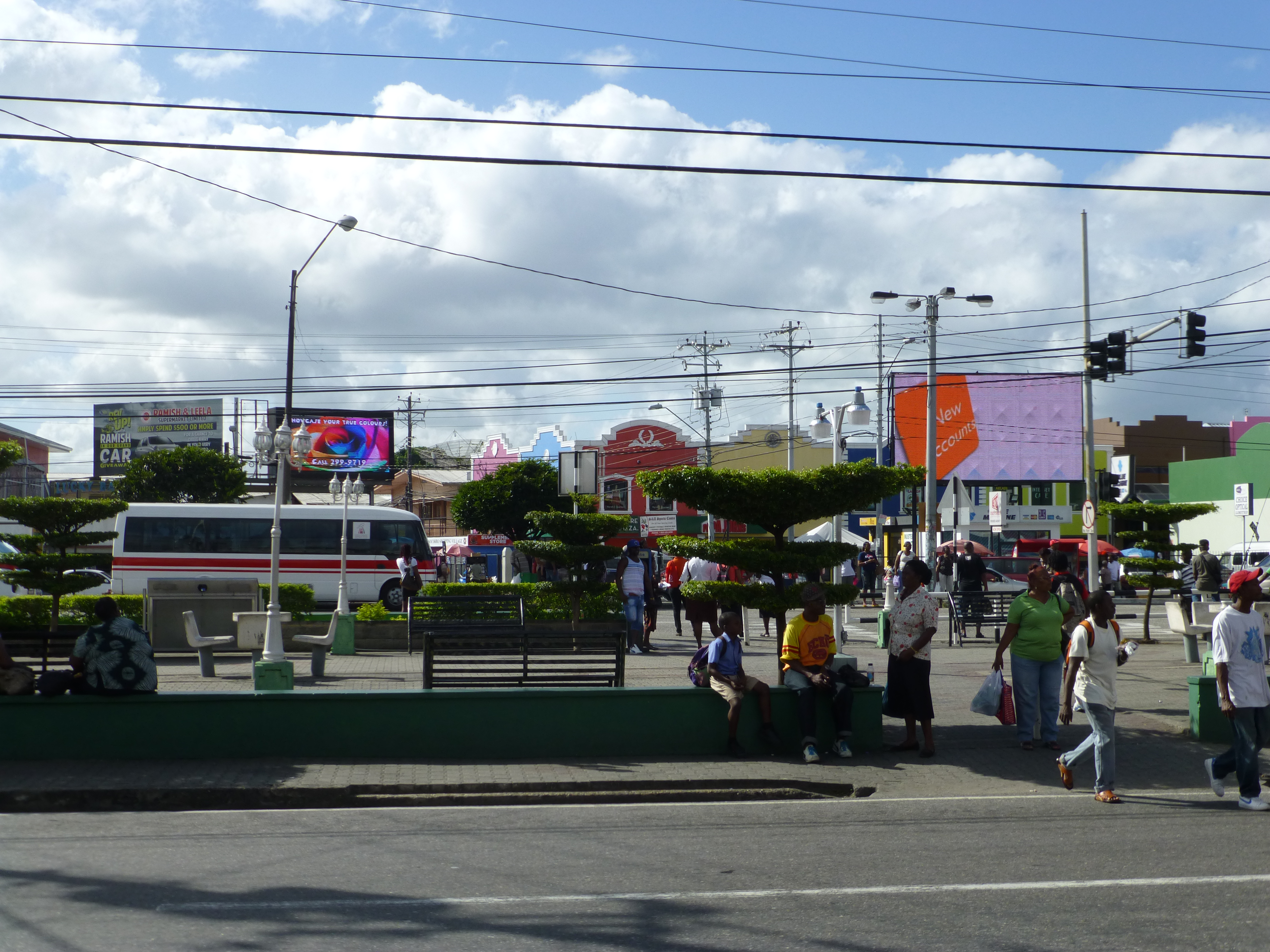

圣胡安（英語：San Juan）是加勒比海岛国特立尼达和多巴哥特立尼达岛北部的一座城镇，行政上由圣胡安-拉文蒂尔地区管辖，位于东西走廊都市区之内、巴拉塔里亚和圣约瑟夫之间，2011年人口15,752人。